# Marcin Wenzel
Marcin Wenzel (ur. 1 września 1920 w Krakowie – zm. 20 lipca 1988 we Wrocławiu) – polski scenograf i aktor.

## Życiorys
Był aktorem w konspiracyjnym teatrze Kantora, scenografem w Starym Teatrze, w Teatrze Polskim we Wrocławiu i w teatrze polskiej telewizji.
Ukończył Gimnazjum oo. Jezuitów w Chyrowie. W 1949 roku skończył Akademię Sztuk Pięknych w Krakowie pod kierunkiem K. Frycza.
W czasie okupacji grał w konspiracyjnym teatrze Kantora m.in. Filona w Balladynie Juliusza Słowackiego (1943) i w sztuce Powrót Odysa Władysława Wyspiańskiego. W teatrze telewizji opracował scenografię do sztuk Opowieść północna (1975), Każdy kocha Opalę (1971), Pojedynek (1970), Niepokój przed podróżą (1967), W małym domku (1966) oraz cyklu sztuk autorstwa Michaiła Sałtykowa-Sczedrina. Był scenografem w Starym Teatrze w Krakowie, Teatrze Polskim we Wrocławiu, Teatrze Lalek we Wrocławiu. We Wrocławiu projektował scenografie do sztuk reżyserowanych przez m.in. Szletyńskiego, Wiercinskiego, Horzycę, Skuszankę. Wykładał m.in. na Wydziale Aktorskim w Krakowie i Wydziale Lalkarskim we Wrocławiu (Wydział Zamiejscowy Państwowej Wyższej Szkoły Teatralnej im. Ludwika Solskiego w Krakowie).
Był żonaty z Beatą Jasińską-Wenzel (zm. w 2010), miał syna Jana Jakuba i córkę Annę.